# ブルートーンズの作品
ブルートーンズの作品（ブルートーンズのさくひん）は、ブルートーンズのアルバム、シングルおよび映像作品の一覧。
詳細は各作品の項を参照のこと。なお発売日、チャート成績などは主に本国でのもの。

## オリジナル・アルバム
|     | 発売日        | タイトル                                       | チャート |
| 1st | 1996年2月12日 | エクスペクティング・トゥ・フライ               | 1位      |
| 2nd | 1998年3月9日  | リターン・トゥ・ザ・ラスト・チャンス・サルーン | 10位     |
| 3rd | 2000年5月15日 | サイエンス・アンド・ネイチャー                 | 7位      |
| 4th | 2003年5月12日 | ルクセンブルク                                 | 49位     |
| 5th | 2006年10月9日 | ザ・ブルートーンズ                             | 100位    |

## コンピレーション・アルバム
|                  | 発売日        | タイトル                         | チャート |
| プロモーション盤 | 2000年5月     | アー・ユー・ブルー               | －       |
| 1st              | 2002年4月8日  | ザ・ベスト・オブ・ブルートーンズ | 14位     |
| 2nd              | 2006年3月7日  | ア・ラフ・アウトライン           | 156位    |
| 3rd              | 2007年7月30日 | ジ・アーリー・ガレージ・イヤーズ | －       |
| 4th              | 2008年4月21日 | ザ・ブルートーンズ・コレクション | －       |

## シングル・EP
|            | 発売日         | タイトル                                         | チャート |
| 自主制作盤 | 1995年2月      | スライト・リターン/ザ・ファウンテンヘッド        | －       |
| 1st        | 1995年6月5日   | アー・ユー・ブルー・オア・アー・ユー・ブラインド | 31位     |
| 2nd        | 1995年10月2日  | ブルートニック                                   | 19位     |
| 3rd        | 1996年1月22日  | スライト・リターン                               | 2位      |
| 4th        | 1996年4月29日  | カット・サム・ラグ                               | 7位      |
| 5th        | 1996年9月16日  | マーブルヘッド・ジョンソン                       | 7位      |
| 6th        | 1998年2月9日   | ソロモン・バイツ・ザ・ウォーム                   | 10位     |
| 7th        | 1998年4月27日  | イフ                                             | 13位     |
| 8th        | 1998年7月27日  | スリージー・ベッド・トラック                     | 35位     |
| 9th        | 1998年11月9日  | 4デイ・ウィークエンド                            | －       |
| 10th       | 2000年2月21日  | キープ・ザ・ホーム・ファイアーズ・バーニング     | 13位     |
| 11th       | 2000年5月8日   | オートフィリア                                   | 18位     |
| 12th(EP)   | 2000年10月30日 | マッドスライド                                   | ／       |
| 13th       | 2002年3月25日  | アフター・アワーズ                               | 26位     |
| 14th       | 2003年4月21日  | ファスト・ボーイ/リキッド・リップス              | 25位     |
| 15th       | 2003年8月11日  | ネバー・ゴーイング・ノーウェア                   | 40位     |
| 16th(EP)   | 2005年11月14日 | セレニティ・ナウ                                 | ／       |
| 17th       | 2006年9月18日  | マイ・ネイバーズ・ハウス                         | 68位     |
| 18th       | 2006年12月4日  | ヘッド・オン・ア・スパイク                       | 135位    |
| 19th       | 2007年2月26日  | サレンダード                                     | －       |

## その他
|            | 発売日        | タイトル                     |
| 日本企画盤 | 1995年9月25日 | ブルートーンズ・コンパニオン |

## 映像作品
|                 | 発売日         | タイトル                                                             | 規格 |
| --------------- | -------------- | -------------------------------------------------------------------- | ---- |
| ライブビデオ+PV | 1997年11月     | モンド・コンチェルト 〜ライブ&クリップス・オブ・ザ・ブルートーンズ〜 | VHS  |
| PV              | 2007年10月22日 | ブルー・ムービーズ                                                   | DVD  |
| ライブビデオ    | 2007年10月29日 | ビート・アバウト・ザ・ブッシュ                                       | DVD  |
| ライブビデオ    | 2009年5月18日  | エクスペクティング・トゥ・フライ・ライヴ                             | DVD  |